# Luca Sestak

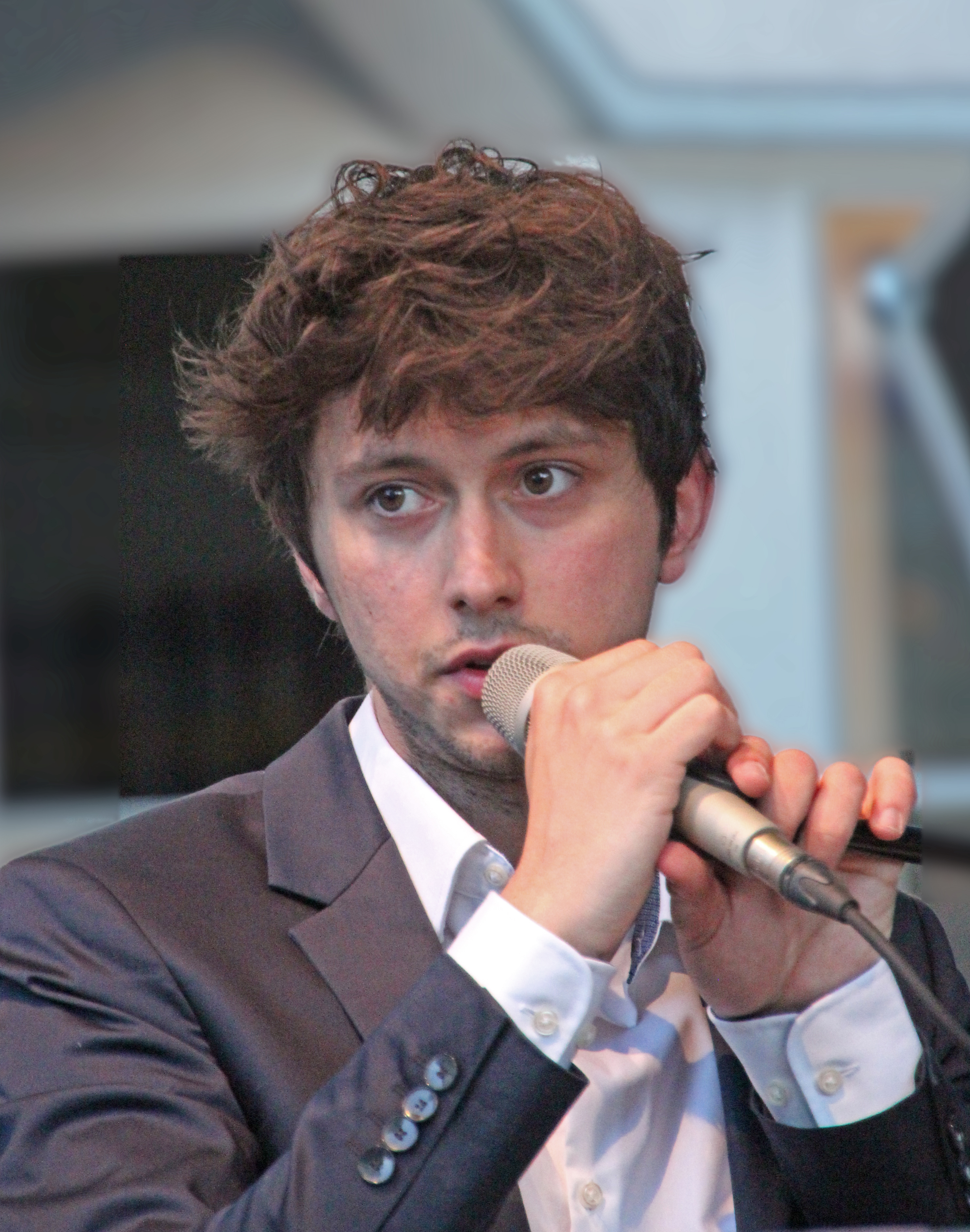
Luca Sestak (2017)

Luca Sestak (* 10. Januar 1995 in Celle) ist ein deutscher Pianist.

## Laufbahn
Luca Sestak wurde als Kind an das Klavierspiel herangeführt, zeigte jedoch wenig Interesse, weshalb er im Alter von neun Jahren auf Initiative der Eltern zu einer Klavierlehrerin geschickt wurde.
Nach weiteren zwei Jahren klassischem Klavierunterricht entdeckte Sestak im Internet – vorwiegend auf YouTube – die Jazz- und Bluesmusik sowie den Boogie-Woogie. Er war von dieser Musikrichtung begeistert und begann, sich neben dem klassischen Unterricht autodidaktisch diesen Musikstil beizubringen. Ab Dezember 2006 teilte er seine ersten Videos ebenfalls auf YouTube, die Bekanntheit erlangten. Seine Videos wurden bis heute ca. 27 Millionen Mal aufgerufen (Stand: Juli 2020). Eine Besonderheit im Boogie-Woogie ist, dass er gelegentlich der linken Hand Führungsaufgaben gibt, also statt Ostinati auch Durchgänge und Läufe spielt. Bei Sestaks Eigenkomposition Walk with the Devil zum Beispiel übernimmt die linke Hand sehr eigenständige Aufgaben in einer kraftvoll-akzentuierenden Rhythmus-Begleittechnik mit Stilbezügen zum New-Orleans-Jazz, so wie sie beispielsweise im klaviermethodischen Repertoire von Dr. John zu finden sind.
Nach Auftritten im Raum Karlsruhe-Mannheim entwickelte sich Sestaks Bekanntheitsgrad durch Videos weiter. Bis zu seinem 20. Lebensjahr war er auf Konzerten und Festivals in Deutschland, Österreich, der Schweiz, Frankreich, Schweden, Italien, Belgien, den Niederlanden sowie in den USA, u. a. mit Vince Weber, Ben Waters, Silvan Zingg, Pete York, Bob Seeley und Frank Muschalle, aufgetreten.
2010 trat Sestak erstmals im deutschen Fernsehen bei Kaffee oder Tee im SWR auf.
2019 wurde Sony Music Entertainment auf den Künstler aufmerksam und nahm ihn unter Vertrag, 2020 erschien das Album Right or Wrong.

## Veröffentlichungen (Auswahl)
- 2010: Lost in Boogie (Solo-CD)
- 2014: New Way (Solo-CD)
- 2016: Favorites (Notenbuch)[6]
- 2016: Favorites - Red (Notenbuch)[7]
- 2020: Right or Wrong
- 2024: Lighter Notes (Trio-CD)[8]

## Auszeichnungen (Auswahl)
- 2008: Jugend musiziert, Landeswettbewerb Baden-Württemberg, 3. Preis
- 2011: German Pinetop Award 2011, „Entdeckung des Jahres“
- 2012: SummerJazz Preis des gleichnamigen Jazzfestivals in Pinneberg
- 2012: Yamaha-Nachwuchspreis/Förderpreis